# Csikvánd
Csikvánd è un comune di 497 abitanti situato nella contea di Győr-Moson-Sopron, nell'Ungheria nordoccidentale. È noto per aver dato i natali alla scrittrice Ágota Kristóf.